# Ascotis eutaenaria
Ascotis eutaenaria là một loài bướm đêm trong họ Geometridae.